# Coulombs (Eure-et-Loir)
Coulombs ist eine französische Gemeinde mit 1371 Einwohnern (Stand 1. Januar 2022) im Département Eure-et-Loir in der Region Centre-Val de Loire; sie gehört zum Arrondissement Dreux und zum Kanton Épernon. Die Gemeinde liegt am rechten Ufer der Eure.

## Bevölkerungsentwicklung
- 1962: 0603
- 1968: 0606
- 1975: 0714
- 1982: 0868
- 1990: 1244
- 1999: 1265
- 2012: 1466
- 2018: 1350

## Sehenswürdigkeiten
- Abtei Notre-Dame de Coulombs (1650 aufgehoben)
- Sandstein-Portal aus dem Jahr 1610, von zwei dorischen Pilastern flankiert, Monument historique

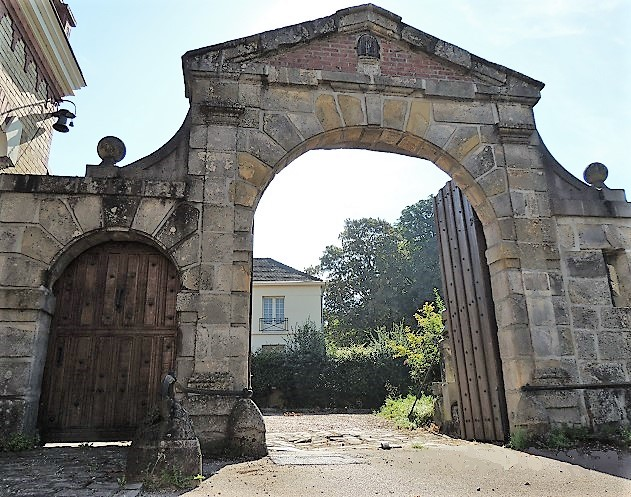
Sandstein-Portal